# Inmigración belga en Colombia
La inmigración belga en Colombia se refiere tanto al movimiento migratorio desde el Reino de Bélgica hacia la República de Colombia, como también de personas de nacionalidad belga o pertenecientes étnicamente al pueblo belga hacia el país sudamericano.

## Historia
La primera inmigración belga a Colombia comenzó en el siglo XVI, cuando los Países Bajos y Nueva Granada (hoy en día, Colombia y Panamá) ingresaron en 1517 bajo el dominio del imperio español de Carlos V de Alemania o Carlos I de España. La conexión del territorio belga con el imperio español se prolongó hasta 1714. Carlos favoreció a los flamencos con beneficios, posiciones y concesiones de colonizar las Américas. Sin embargo, los flamencos participaron de manera sobresaliente como asesores y banqueros de la empresa.
Durante los siglos XVI y XVII, los primeros asentamientos belgas en Colombia existieron en Antioquia, Cartagena, Popayán y Santafé.
En el siglo XIX, el gobierno colombiano colocó a varios técnicos belgas en diferentes áreas para trabajar en empresas privadas. En 1882, la Société Agricole du Sinú se estableció por primera vez como una empresa de banca belga y francesa que se dedicaba a la especulación agrícola en el departamento de Córdoba. En 1908, muchos belgas comenzaron a prestar fábricas en San José de Suaita, un proyecto agroindustrial extravagante que fue fundado por la familia Caballero en Santander.